# عبد المجيد السيواسي
عَبْدُ الْمَجِيدِ السِّيوَاسِي (بالتركية العثمانية: عبد المجيد سيواسى افندى، بالتركية الحديثة: Abdülmecîd Sivâsî Efendi)، وهو شيخ من شيوخ الدولة العثمانية، وُلد سنة 971 هـ / 1564 م وتوفي سنة 1049 هـ / 1639 م.

## ترجمته
هو عبد المجيد (شمس الدين) بن محرم (أبي الليث) بن محمد السيواسي. ولد ونشأ ببلدة زيلة. استدعاه السلطان محمد الثالث من سيواس إلى الأستانة، فأقام بها للوعظ والإرشاد إلى أن توفي. اشتهر السيواسي بمناظراته التي أجراها مع الشيخ قاضي زاده محمد أفندي، وكان لكل منهما أتباع ومريدين.

## آثاره
له نحو عشرين كتابًا ورسالة، بعضها بالعربية. منها «رسالة السيواسي» بالعربية في التصوف، و«عمدة المستعدين» في الصرف.